# Lazarim
Lazarim ist eine Gemeinde (Freguesia) im portugiesischen Kreis Lamego. In ihr lebten 407 Einwohner (Stand 19. April 2021).